# Hunger Games : L'Embrasement
Pour les articles homonymes, voir Hunger Games et Embrasement.
Hunger Games : L'Embrasement (titre original : Catching Fire) est le deuxième tome de la trilogie The Hunger Games de Suzanne Collins, paru en 2009. Suite directe du premier roman, il continue l'histoire de Katniss dans la nation post-apocalyptique de Panem.
À la suite des évènements du premier tome, une rébellion a commencé à germer dans les districts contre l'oppressif Capitole, et Katniss et son camarade Peeta sont forcés de retourner dans l'arène pour une édition spéciale des Hunger Games.
Le roman, comme le premier, a reçu un accueil positif, les critiques saluant principalement la richesse des thèmes abordés (la survie, le contrôle du gouvernement, la révolte, le conflit entre l'interdépendance et l'indépendance), ainsi que le style de l'auteur, la fin du livre et le développement du personnage de Katniss.
L'Embrasement a été adapté en un film sorti le 27 novembre 2013.

## Résumé
Gagnants des 74es Hunger Games, Katniss Everdeen et Peeta Mellark habitent maintenant le village des vainqueurs du District 12, en compagnie de leur mentor Haymitch Abernathy. Ils doivent effectuer une tournée à travers tous les districts de Panem. Avant cela, le président Snow rend une visite surprise à Katniss pour la menacer de s'en prendre à ses proches si elle ne fait pas le nécessaire pour tenter d'éteindre la rébellion dont elle est en train de devenir le symbole. Elle doit pour cela démontrer qu'elle file le parfait amour avec Peeta et un mariage forcé est organisé. Lors de la tournée, les deux adolescents voient la rébellion contre le Capitole prendre de l'ampleur, notamment dans les districts 11 et 8. De plus, de nouveaux pacificateurs aux méthodes brutales prennent le contrôle du 12. La population en fait les frais dont Gale, qui sera fouetté en public. Lors d'une chasse en forêt, Katniss a confirmation de la rébellion du district 8 après sa rencontre avec deux fugitives mais apprend également la possible existence d'une colonie au sein du district 13, pourtant détruit.
Tandis que les préparatifs du mariage avancent, Snow annonce bientôt le 75e anniversaire des Hunger Games, soit une nouvelle expiation qui a lieu tous les 25 ans. Cette fois-ci, les jeux mettront aux prises 24 anciens vainqueurs encore en vie, afin que tous sachent « qu'ils ne sont pas plus forts que le Capitole et qu'on ne peut pas aller contre son pouvoir ». Le choc est rude pour Katniss qui se doute que les jeux ont été truqués pour se débarrasser d'elle. Katniss est donc désignée d'office alors que Peeta se porte volontaire au moment où Haymitch est tiré au sort. Désormais, les deux adolescents ne cachent plus leurs hostilité envers le Capitole. Lors de la parade, ils ne prêtent pas attention aux autorités en signe de défiance sous le regard de Snow. Lors de la soirée télévisée présentée par Caesar Flickerman, Katniss porte la robe de mariée exigée par Snow mais modifiée par Cinna, la robe s'embrase et fait apparaître un geai moqueur. Enfin, Peeta annonce au public que Katniss et lui se sont mariés et lâche une bombe qui fait hurler le public en déclarant qu'elle est enceinte. Mais lorsque Katniss entre dans le tube qui l'amène dans l'arène, Cinna se fait tabasser par trois pacificateurs devant elle.
Dans l'arène, Katniss retrouve très vite ses reflexes et elle et Peeta nouent dès le début une alliance avec Finnick Odair et Mags. Déterminés à se protéger l'un l'autre, les deux adolescents doivent affronter de multiples dangers mortels lors de ces Jeux, personnalisés par leurs adversaires ou par une série de catastrophes planifiées. Ils sont d'abord victimes d'un brouillard empoisonné où Mags se sacrifie pour eux ; ils sont ensuite attaqués par des singes génétiquement modifiés. En mangeant du poisson, ils tombent sur la vague géante. Puis ils retrouvent d'autres concurrents, entre autres Johanna Mason, Beetee et Wiress, avec lesquels ils forment une alliance. Enfin la foudre s'abat sur un grand arbre. C'est alors que Katniss comprend le fonctionnement de l'arène, la façon dont se produisent heure par heure les différentes catastrophes, et monte un stratagème pour se débarrasser de leurs derniers rivaux. Beetee attache un fil électrique à l'arbre sur lequel doit tomber la foudre ; Katniss et Johanna partent le dérouler jusqu'au lac au centre de l'arène afin d'y conduire le courant tandis que Finnick, Peeta et Beetee restent près de l'arbre. Quand Katniss et Johanna voient les carrières arriver, Johanna assomme Katniss pour lui retirer le mouchard qu'elle porte dans son bras et fait semblant de l'avoir tuée. Reprenant connaissance, Katniss revient vers l'arbre, cherche Peeta et voit Beetee sous le choc du champ de force. Elle comprend sa réelle intention, attache alors le fil métallique à une flèche et la tire vers le dôme qui entoure l'arène, le faisant exploser. Elle est projetée au sol, inconsciente.
Katniss voit le dôme s'écraser autour d'elle. Elle est récupérée à demi consciente par un aéroglisseur dans lequel elle se réveille, accompagnée de Beetee, pensant avoir été capturée par le Capitole lorsqu'elle aperçoit le haut-juge Plutarch Heavensbee en conversation avec Finnick et Haymitch. Ces derniers lui apprennent qu'en réalité, elle a été exfiltrée par les rebelles, plan prévu dès l'annonce de l'Expiation, car elle est le symbole de la rébellion. La moitié des tributs étaient au courant et devaient la protéger, elle et Peeta. Heavensbee fait partie d'un groupe de rebelle et l'aéroglisseur est en route vers le District 13 à qui l'appareil appartient. Mais elle apprend aussi que Johanna et surtout Peeta sont entre les mains du Capitole, ce qui la met en colère. Placée sous sédatif, elle se réveille plus tard aux côtés de son ami Gale. Ce dernier lui apprend que sa sœur Prim et sa mère sont en vie mais que le District 12 a été bombardé et rayé de la carte.

## Personnages
- Katniss Everdeen : héroïne et narratrice du roman. Après la tournée des vainqueurs, elle se retrouve une nouvelle fois propulsée dans l'arène avec Peeta lors de la troisième édition des Jeux de l'Expiation. Elle devient le Geai Moqueur et ainsi le symbole de la rébellion des districts face au Capitole.
- Peeta Mellark : deuxième tribut qui était dans l'arène avec Katniss, qui venait du même district qu'elle, et qui, avec celle-ci a remporté les 74es Hunger Games. Il y retourne lui aussi.
- Gale Hawthorne : ami de chasse de Katniss, il lui avoue ses sentiments. Étant âgé de plus de 18 ans, il travaille à la mine, et ne peut sortir que le dimanche. Il sera fouetté pour avoir défendu un braconnier sur la place publique.
- Haymitch Abernathy : il est le mentor de Katniss et Peeta. Souvent grincheux, il abuse un peu trop de la bouteille. Une fois encore, les objets qu'il enverra aideront les tributs à réfléchir. On apprend enfin comment il a gagné 25 ans auparavant; en se servant du champ de force entourant l'arène.
- Finnick Odair : tribut masculin du district 4 lors des 75es Hunger Games et allié de Katniss et des rebelles. il sera sauvé de l'arène en même temps que Katniss et rejoindra le district 13 avec celle-ci pour la révolte. Il est aussi connu pour sa beauté et pour être le gagnant des 65es Hunger Games à l'âge de 14 ans.
- Mags Flanagan : tribut féminin du district 4 lors des 75es Hunger Games, pour lesquels elle s’était portée volontaire à la place d' Annie Cresta, traumatisée par ses Jeux. Mags se sacrifie courageusement, en se jetant dans un brouillard, consciente d'être un poids pour Katniss, Peeta et Finnick ce qui permettra à ces trois-la de survivre. Elle était aussi la gagnante des 11èmes Hunger Games.
- Johanna Mason : tribut féminin du district 7 dans les 75es Hunger Games. Elle est très forte pour manier les haches et pour la lutte. Elle paraît froide et méchante mais elle se révèle être une alliée de Katniss. Elle connaissait le plan qui consistait à faire sortir Katniss de l'arène, c'est d'ailleurs Johanna qui enleva le mouchard de Katniss. Elle ne sera pas sortie de l'arène avec Finnick, Katniss et Beetee, et sera donc emmenée au Capitole avec Peeta. Johanna a remporté les 71èmes Hunger Games à l'âge de 16 ans.
- Beetee Latier : tribut masculin du district 3, il n'est pas très fort au combat mais son expertise de la technologie lui a fait gagner ses Hunger Games. Il est l'un des alliés de Katniss, il établit même un plan afin de tuer les Carrières. Lorsque Katniss fait sauter le champ de force grâce au fil de Beetee, celui-ci est récupéré par Haymitch et emmené dans le district 13 avec Katniss et Finnick.
- Wiress : tribut féminin du district 3 lors des 75èmes Hunger Games, elle est connue pour son intelligence. C'est d'ailleurs elle qui découvre que l'arène est créée sur le modèle d'une horloge. Elle est tuée par Brutus peu après avoir fait part de sa découverte a Katniss.
- Les Tributs de Carrière du district 1 : Gloss et Cashmere. Gloss et Cashmere sont frères et sœurs ils ont gagné successivement les 63 et 64èmes Hunger Games. Tous les deux sont maîtres du lancer de couteaux. Cashmere est tuée par la hache de Johanna dans l'arène et Gloss est tué par un flèche de Katniss dans la gorge (ou dans le cœur dans le film).
- Les Tributs de Carrière du district 2 : Brutus et Enobaria. Lors des 75èmes Hunger Games, Brutus (s'était porté volontaire) et Enobaria étaient les tributs du district 2, ils ont formé une alliance avec Cashmere et Gloss tout comme Cato, Clove, Marvel et Glimmer durant les 74èmes Hunger Games. Brutus était le vainqueur des 48èmes Hunger Games et Enobaria a remporté les 62èmes Hunger Games. Brutus est le dernier à mourir lors de l'Expiation ; il est tué par Peeta. Enobaria et Brutus étaient sûrement les mentors de Cato et Clove car ils présentent les mêmes qualités (le lancer de couteaux, par exemple).

## Réception

### Distinctions
Ce deuxième tome, paru chez Pocket Jeunesse, a été élu meilleur livre de l’année par le site goodreads.com.[réf. nécessaire] Il a aussi été élu meilleur roman Jeunes Adultes de l'année 2010, d'après un vote réalisé par des jeunes de 12 à 18 ans annonce YALSA (Young Adult Library Services Association).

## Suite
Le troisième et dernier tome se nomme en français Hunger Games : La Révolte et a été publié le 5 mai 2011.